# Bihar (jázaro)
Bihar fue gran kan de los jázaros durante la década de los 730. Bihar era el padre de Tzitzak, la princesa jázara que se casó con el hijo del emperador romano León III quién más tarde gobernaría como Constantino V. Bihar fue así el abuelo del emperador León IV el Jázaro. se le menciona con el nombre de Viharos en las fuentes armenias.